# Topoisomeras
Topoisomeraser är en grupp enzymer som kan ändra på DNA-molekylers topologi. Två likadana strukturer med olika topologi kallas topoisomerer, ett exempel på detta är cirkulärt DNA som trots att molekylen är likadan kan vara tvinnad på olika sätt. DNA är upplindat i en dubbel helikal struktur och för att kunna läsa och kopiera informationen så behöver man tvinna upp strukturen. De olika topoisomeraserna verkar på olika sätt för att tvinna upp och tillbaka DNA-kedjorna efter behov.  

## Olika isomeraser
- Topoisomeras typ I, som relaxerar bara en DNA-kedja:
  - Topoisomeras I
- Topoisomeras typ II, som relaxerar båda DNA-kedjorna:
  - DNA-gyras
  - Topoisomeras IIα
  - Topoisomeras IIβ
  - Topoisomeras IV
  - Topoisomeras VI[1]

## Klinisk relevans
Antikroppar mot topoisomeras (SCL70-antikroppar) mäts vid misstanke om den reumatologiska sjukdomen systemisk skleros (sklerodermi).
Topoisomerashämmare används inom medicin vid två områden:
- dels som antibiotika vilket hämmar bakteriernas topoisomeras II (även kallat gyras) vilket omöjliggör celldelning.
- dels som cytostatika och då hämmas mänskligt topoisomeras II vilket hindrar cancerceller från att genomgå mitos.